# اتاق موسیقی
اتاق موسیقی (بنگالی: জলসাঘর) فیلمی در ژانر درام به کارگردانی ساتیاجیت رای است که در سال ۱۹۵۸ منتشر شد. از بازیگران آن می‌توان به بیگم اختر اشاره کرد.